# 明知神明宮
明知神明宮（みょうちしんめいぐう）は、愛知県みよし市明知町松葉池浦1にある神社。旧社格は村社。明知下区（みょうちしもく）の氏神である。

## 祭神
- 天照大日孁尊（あまてらすおおひるめのみこと） - 神明宮の祭神[1]
- 誉田別尊（ほむたわけのみこと） - 旧八幡宮の祭神[1]
- 金山彦尊（かなやまひこのみこと） - 旧金毘羅社の祭神[1]

## 歴史

### 近世
寛永12年（1635年）10月、西尾藩主で領主の本多俊次は武運長久や郷中鎮護を目的として、西加茂郡明知村字神明に天照大神を奉斎して神明宮を創建した。現在地の東方約5町（約500m）の場所である。享保8年（1723年）に神明宮が再建された。
元文5年（1740年）4月には神明宮八幡社が再建された。八幡社は元和年間（1615年～1624年）創建であり、街道筋の八幡橋付近に鎮座していた。安永6年（1777年）には八幡社が、文化9年（1812年）には神明宮が修復された。天保7年（1836年）8月に金毘羅社が再建された。西大平藩主の大岡忠敬は神明宮に参詣して境内で休憩したことがある。

### 近代

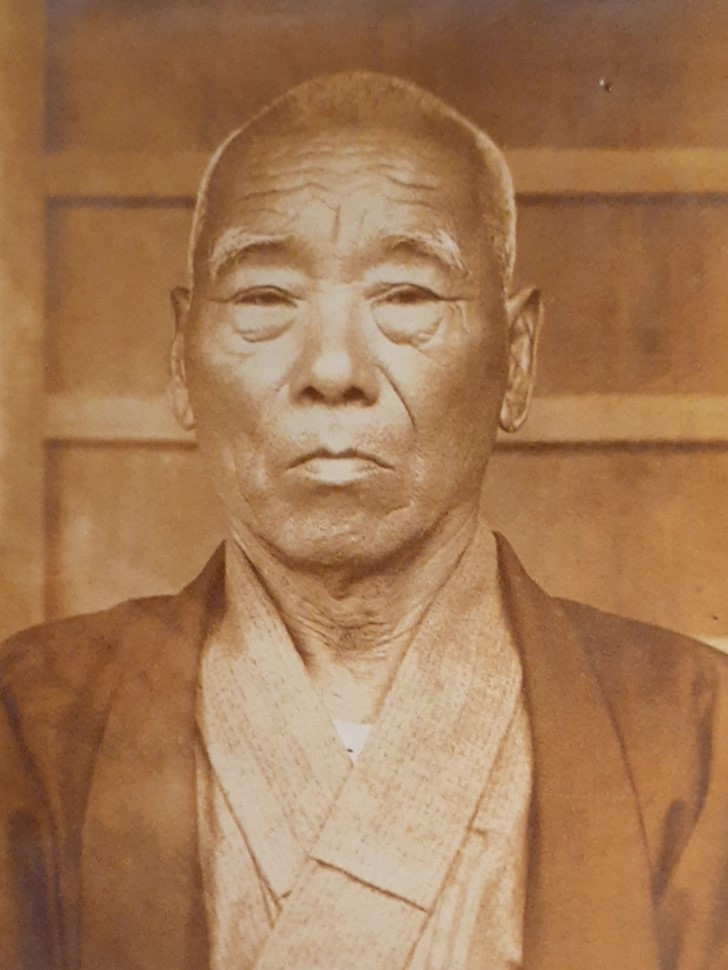
旧本殿を造営した小野田又蔵

1873年（明治6年）には神社整理によって、明知村では上明知の八柱社以外の神社が廃却され、神明宮などは八柱社に合祀された。何度も再興の願いを出した後、1879年（明治12年）5月21日、神明宮・八幡社・金毘羅社の3社を合祀して、金毘羅社の旧社地に神明社として再建した。1880年（明治13年）には本殿が再建されたが、神明社の本殿は当地出身の小野田又蔵が棟梁として初めて手掛けた建築物であり、小野田は1881年（明治14年）に打越神明社の拝殿も製作している。1904年（明治37年）には拝殿が再建され、10月18日に餅投げなどを含む盛大な上棟祭を行った。
1941年（昭和16年）10月9日には近代社格制度による村社に列せられ、同年11月14日には神饌幣帛料供進社に指定された。

### 現代

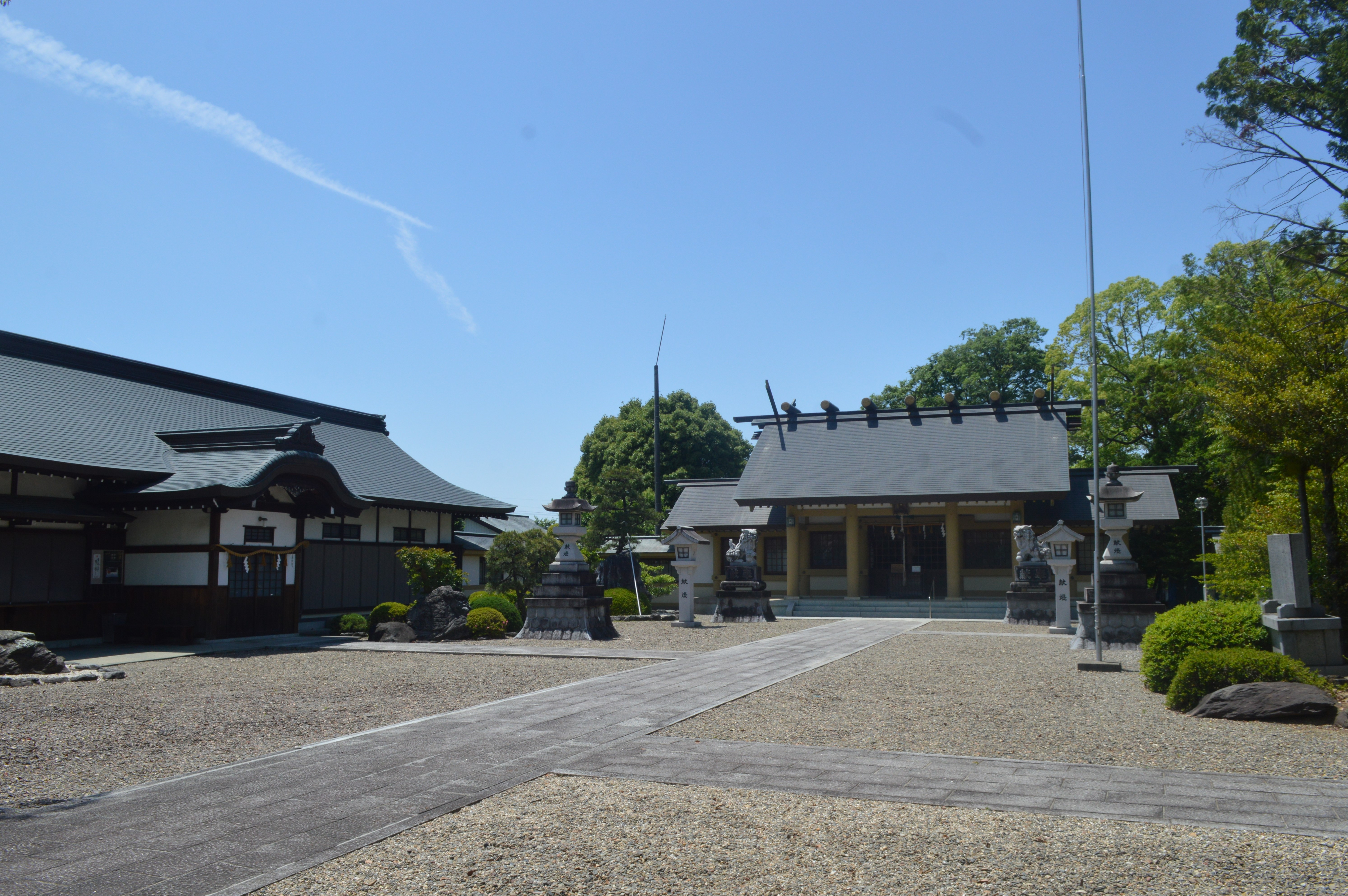
境内

1950年（昭和25年）には殉国者の御霊を祀る護国神社として明知神社が建立された。1952年（昭和27年）12月25日には宗教法人として登録された。
1972年（昭和47年）1月から1973年（昭和48年）4月にかけて、総工費約9000万円で社殿・末社・社務所・手水舎を新築した。1973年（昭和48年）3月に遷座し、名称を神明社から明知神明宮に改めた。十一等級から八等級への昇級が承認され、これを機に社紋を制定している。この時の愛知県には約3300社があったが、七等級以上の神社は135社のみだった。
2001年（平成13年）、社殿・末社・明知神社・手水舎の屋根の葺き替えを行った。2023年（令和5年）10月28日、明知神明宮50年祭奉祝稚児行列が挙行された。

## 境内

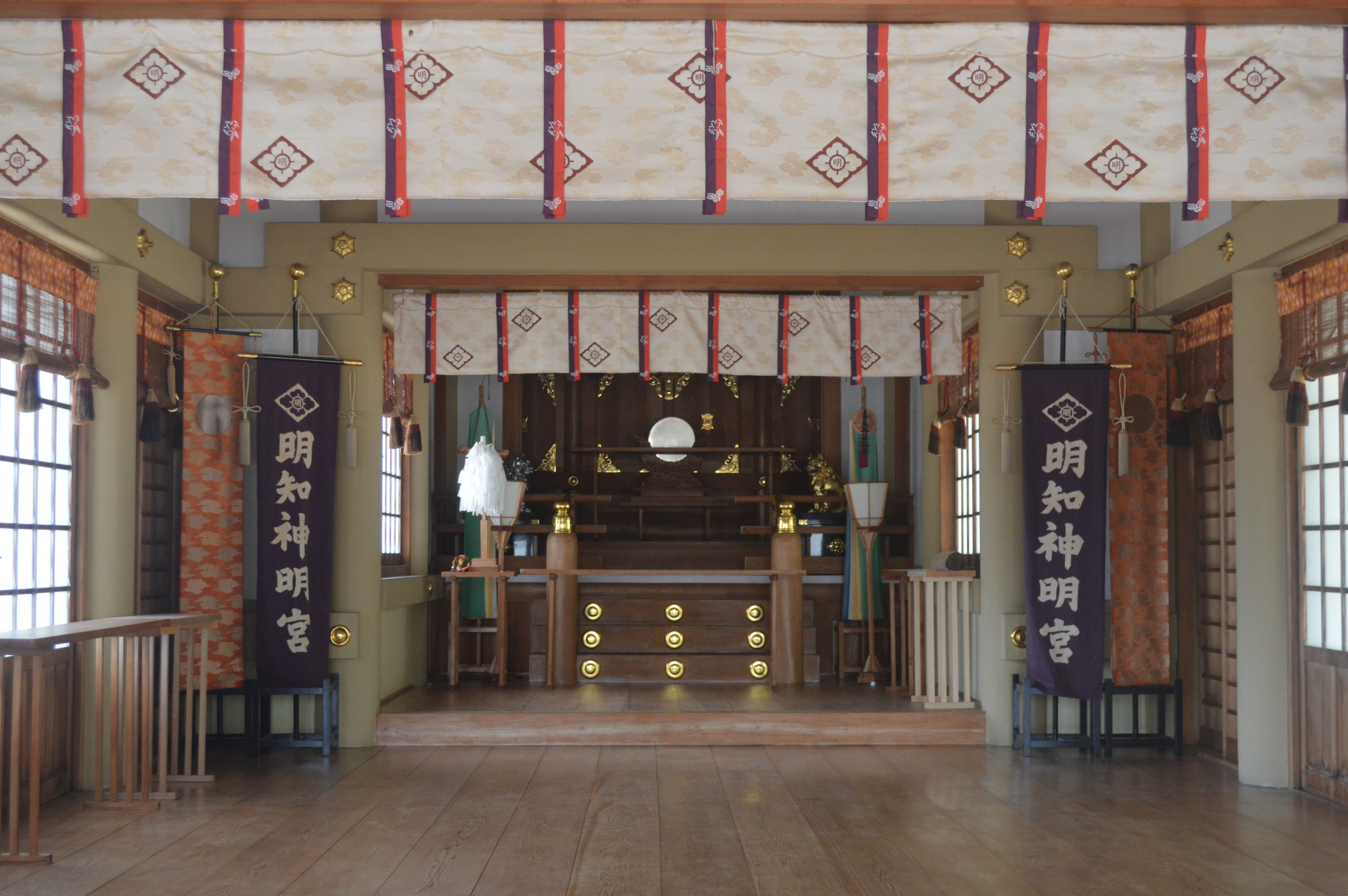
拝殿の内部

- 本殿
- 拝殿

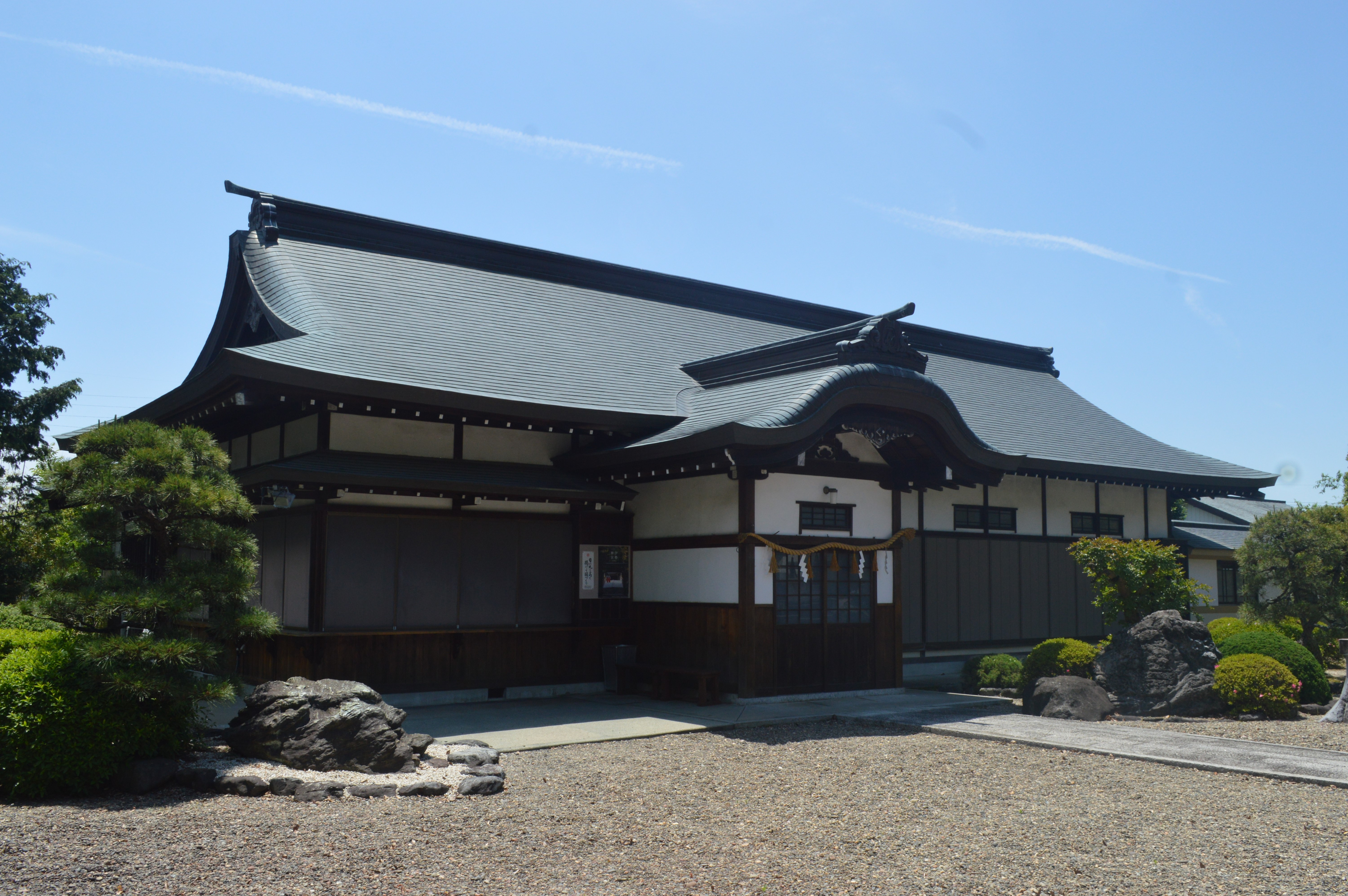
社務所
- 回廊
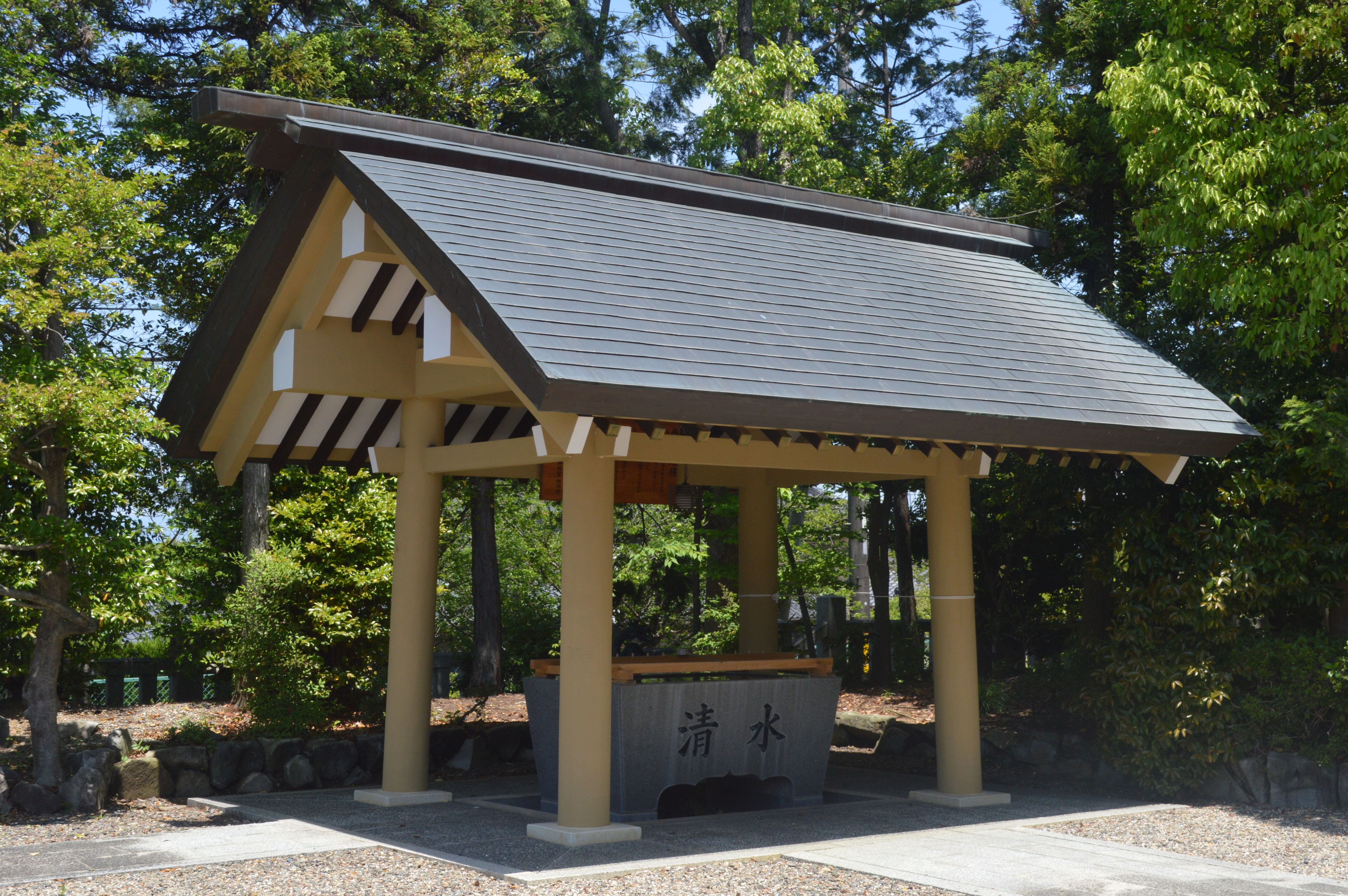
手水舎
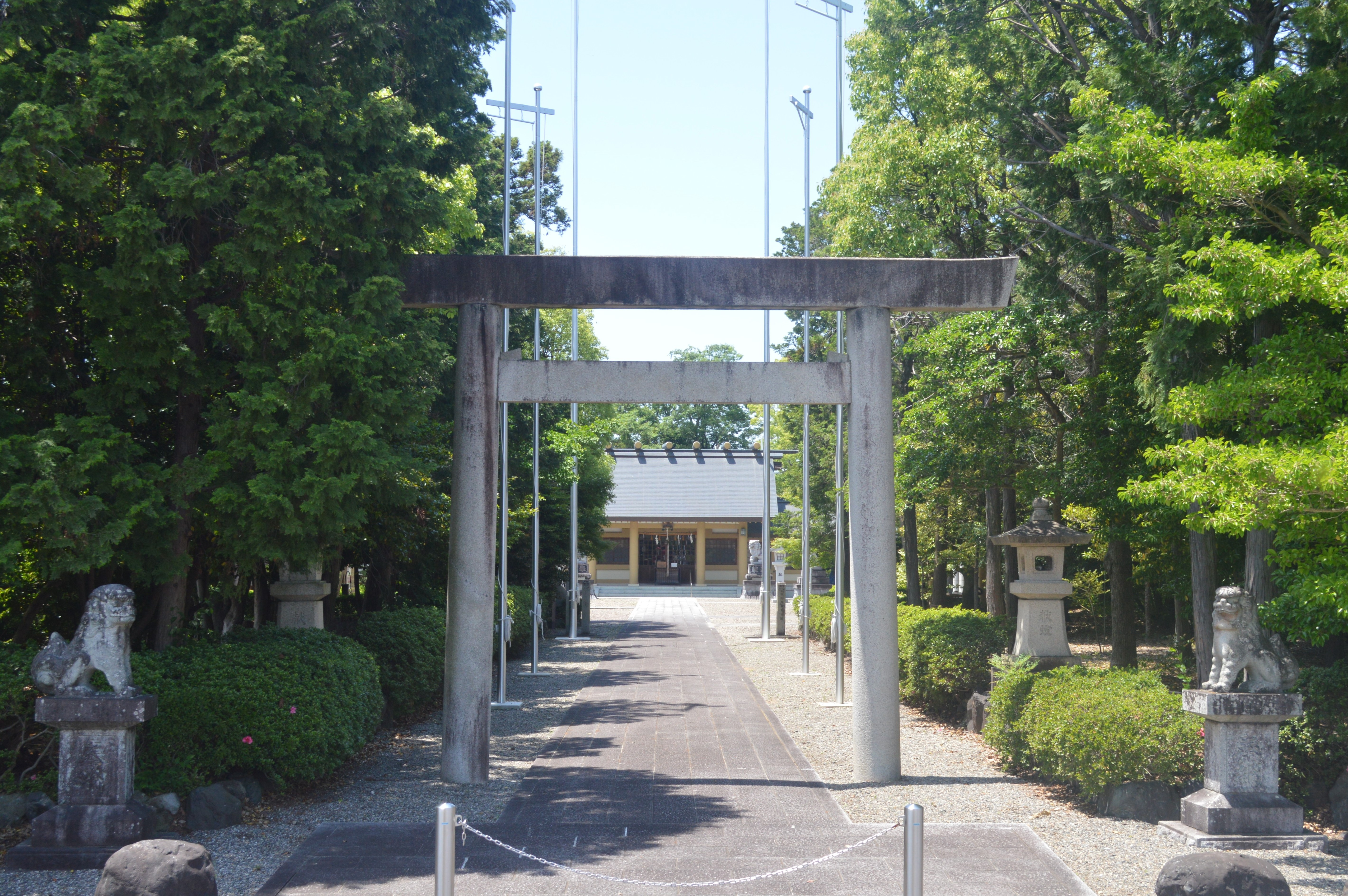
鳥居（東側）
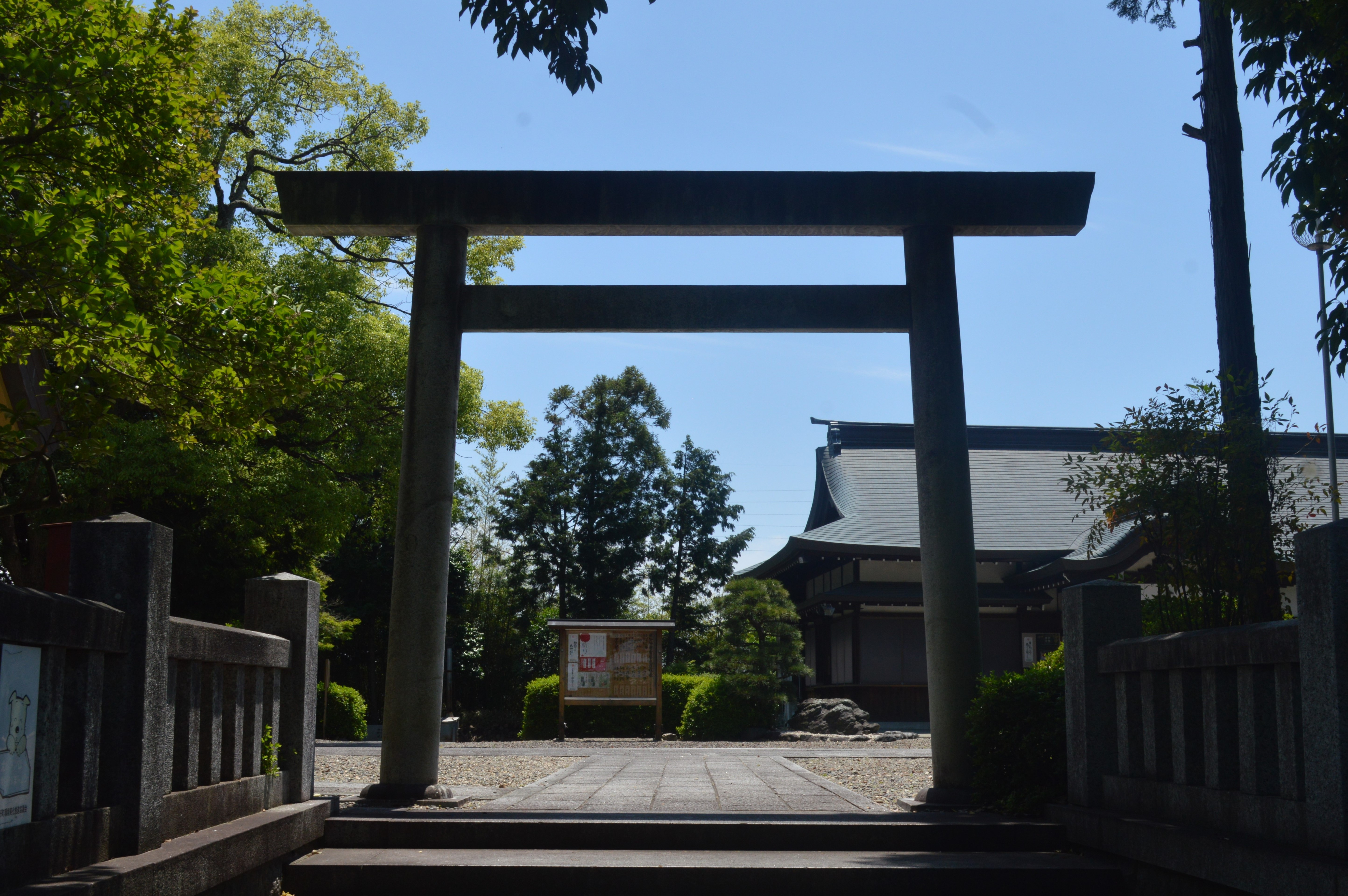
鳥居（北側）
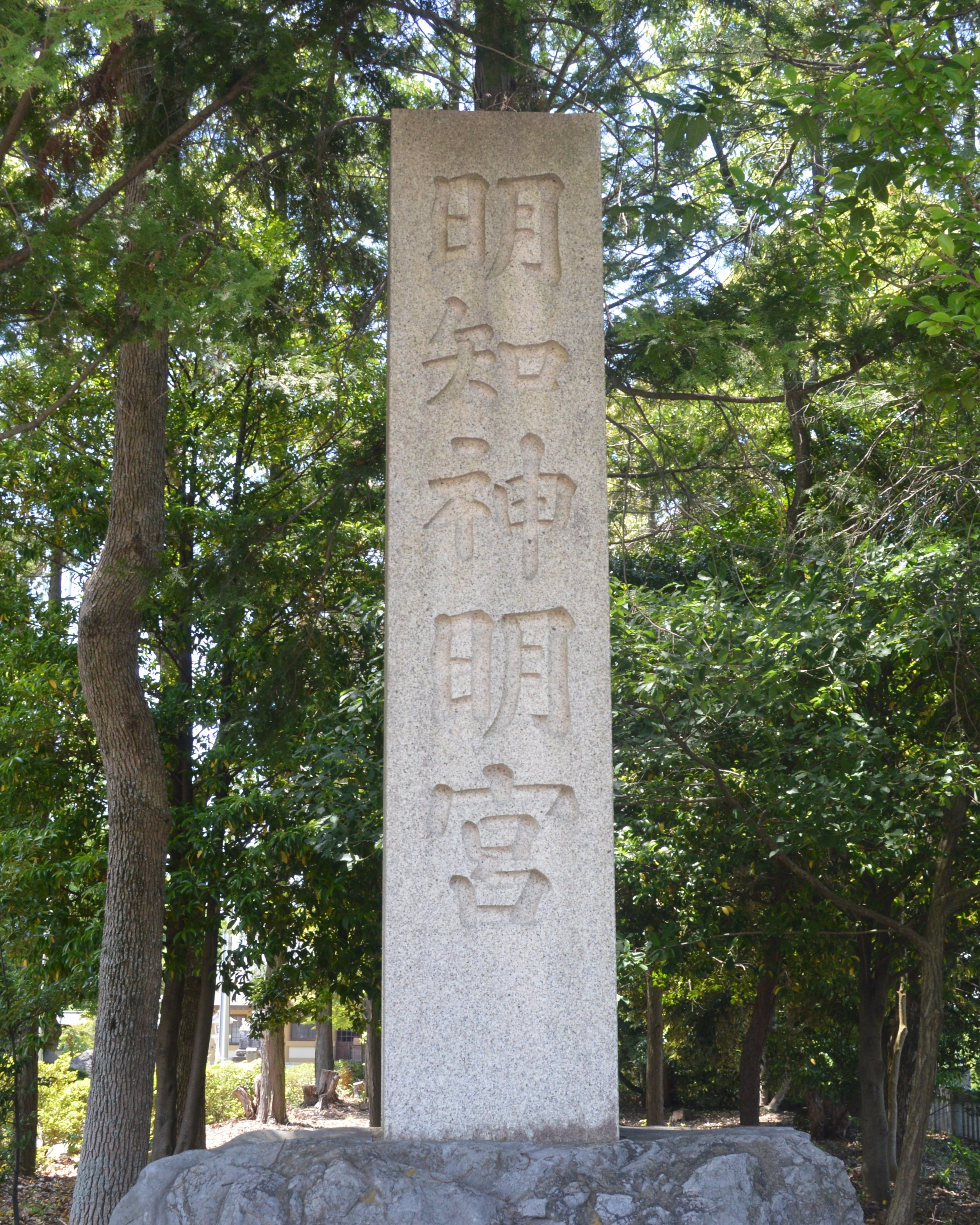
社号標
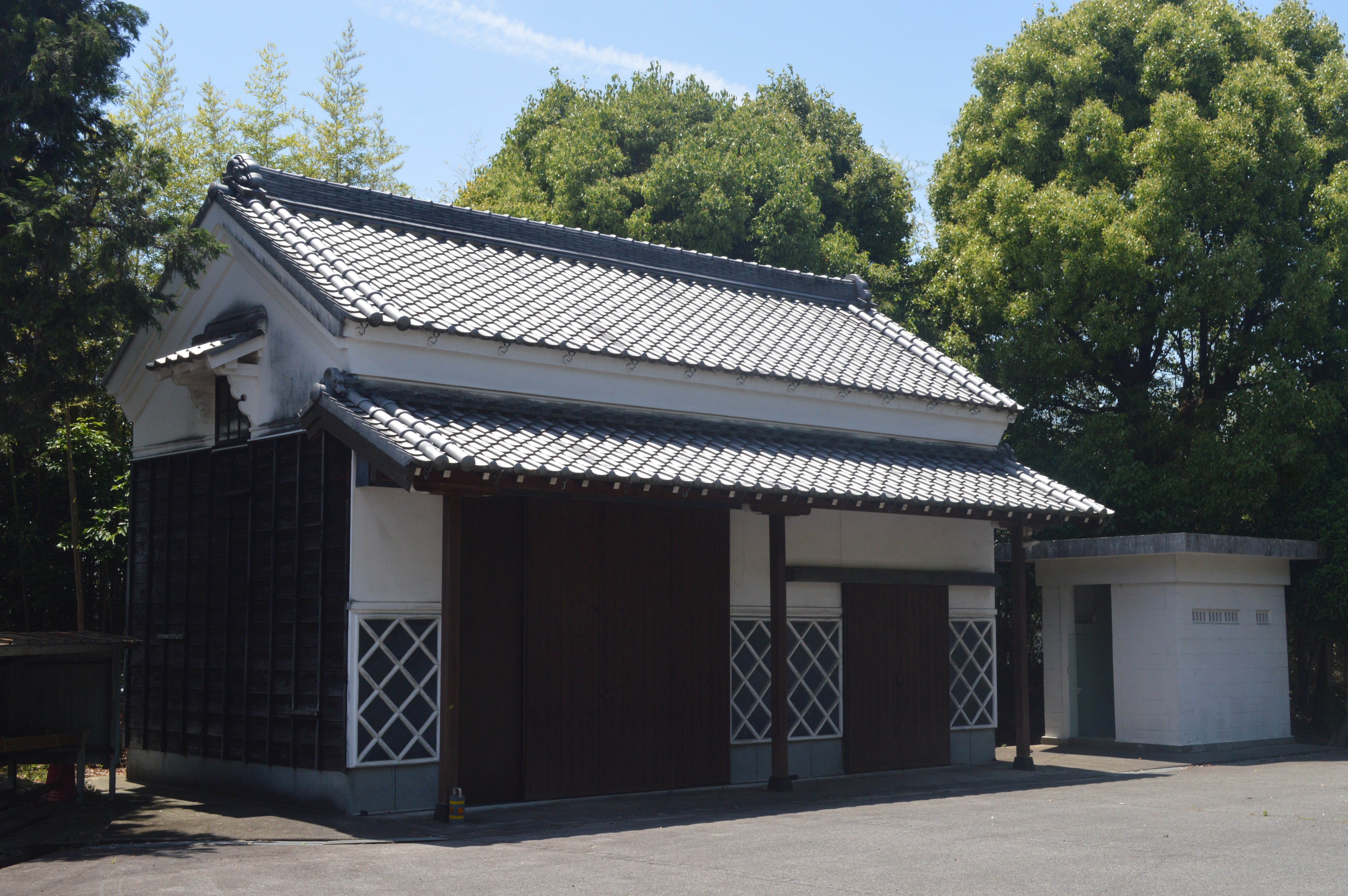
倉庫

- 社務所
- 手水舎
- 鳥居（東側）
- 鳥居（北側）
- 社号標
- 倉庫

### 摂末社
- 明知神社 - 境内社。
- 稲荷社 - 境内社。
- 秋葉社 - 境内社。
- 山之神社 - 境内社。
- 明神社 - 境内社。
- 津島神社 - 明知下公民館東側にある境外社。1993年（平成5年）に明知下公民館の整備に合わせて現在地に鎮座した[7]。

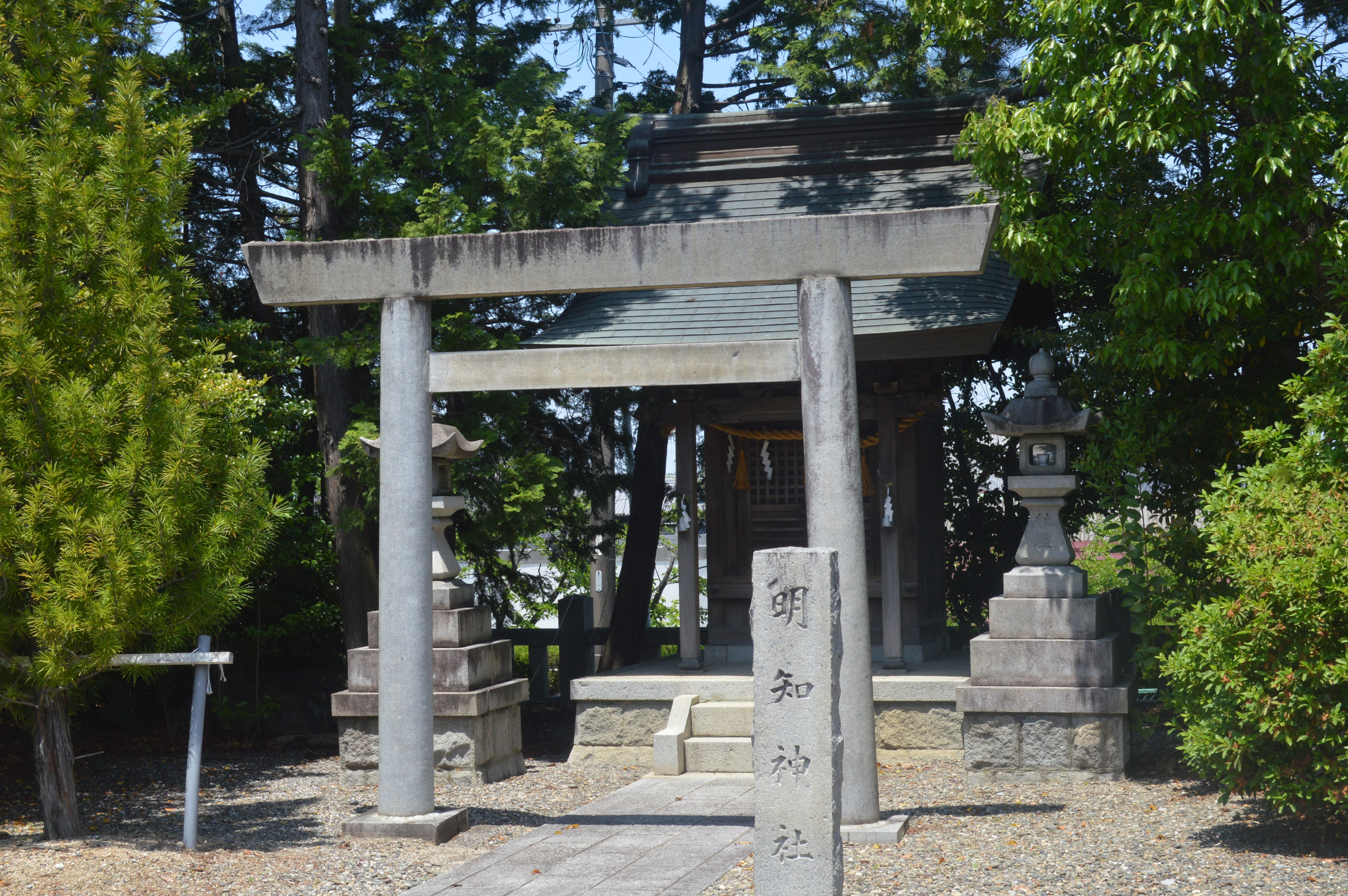
明知神社
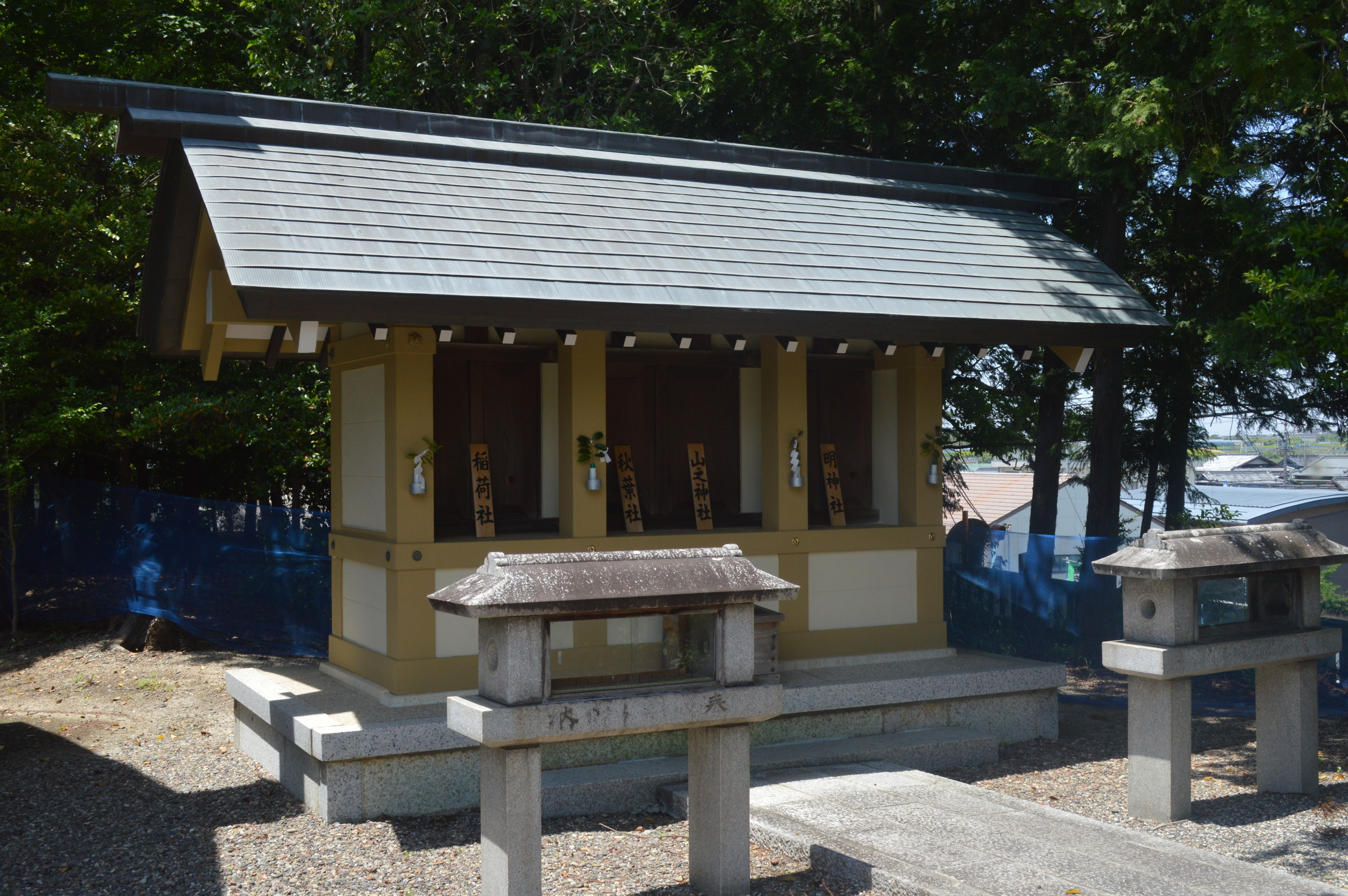
稲荷社・秋葉社・山之神社・明神社

## 年間行事
2004年度（平成16年度）には以下の日程で行事（祭礼）を行った。
- 4月29日 - 祈年祭（慰霊祭）
- 5月4日 - 子供祭
- 6月27日 - 大祓式 夏
- 8月1日 - 天王祭
- 10月24日 - 秋の大祭
- 11月13日 - 七五三祭
- 11月21日 - 新嘗祭
- 12月31日 - 大祓式 冬
- 1月1日 - 元旦祭
- 2月8日 - 建国祭
- 3月6日 - 六部地蔵祭

## 現地情報
所在地
- 愛知県みよし市明知町松葉池浦1

## 公式サイト
- 公式ウェブサイト